# أكمة السوداء (إب)

تعديل مصدري - تعديل

اكمه السوداء محلة تابعة لقرية الخرشبة، التابعة لعزلة بني محرم بمديرية إب إحدى مديريات محافظة إب في الجمهورية اليمنية.، بلغ تعداد سكانها 30 حسب تعداد اليمن لعام 2004.